# Tati
«Tati» — сингл американского рэпера 6ix9ine, выпущенный 27 мая 2018 года в качестве ведущего сингла с дебютного студийного альбома Dummy Boy. Песня была спродюсирована Boi-1da, Cubeatz и DJ SpinKing, который также фигурирует в песне. Сингл достиг высшей позиции под номером 46 в американском чарте Billboard Hot 100.

## Музыкальное видео
Премьера музыкального видеоклипа состоялась на канале WorldStarHipHop на YouTube. В нём 6ix9ine предстаёт в красном внедорожнике с виниловой банданой, в квартире с различными женщинами и на улицах Бруклина, Нью-Йорк, с некоторыми предполагаемыми членами банды Bloods.

## Чарты
| Чарт (2018)                           | Высшая позиция |
| ------------------------------------- | -------------- |
| Великобритания (OCC UK Singles)       | 100            |
| США Billboard Hot 100                 | 46             |
| США Hot R&B/Hip-Hop Songs (Billboard) | 23             |